# FIA ecoRally Cup

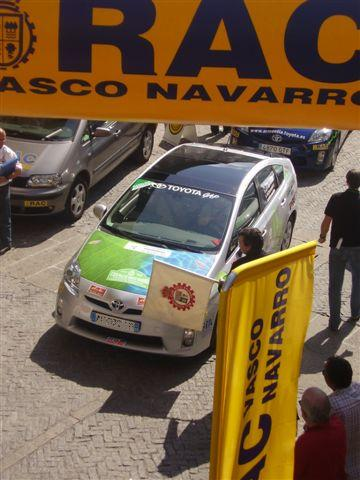
Il campione del mondo 2009 e 2010 Raymond Durand al via dell'Eco Rallye Vasco Navarro (Vitoria-Gasteiz, 16 luglio 2010).

La FIA ecoRally Cup è un campionato mondiale organizzato annualmente dalla Federazione Internazionale dell'Automobile e riservato a veicoli ad alimentazione elettrica omologati per la circolazione stradale. La competizione si sviluppa in gare di regolarità e minor consumo.
Fino al 2016 la competizione era denominata FIA Alternative Energies Cup (AEC) e le graduatorie erano differenziate in più categorie, ed in particolare venivano distinti i veicoli puramente elettrici dagli altri veicoli (ibridi ed endotermici). Dal 2017 al 2021 il campionato ha assunto la denominazione di FIA E-Rally Regularity Cup (ERRC), e rientrava nell'ambito del FIA Electric and New Energy Championship (ENEC), di cui facevano parte anche la Solar Cup, una categoria sperimentale riservata a veicoli ad energia solare, e il settore dell'E-Karting.

## Albo d'oro

### FIA Alternative Energies Cup (2007-2016)

#### Veicoli ibridi
| Anno | Classifica piloti         | Classifica co-piloti            | Classifica marche |
| ---- | ------------------------- | ------------------------------- | ----------------- |
| 2007 | Giuliano Mazzoni (Opel)   | -                               | Toyota            |
| 2008 | Giuliano Mazzoni (Opel)   | -                               | Toyota            |
| 2009 | Raymond Durand (Toyota)   | -                               | Toyota            |
| 2010 | Raymond Durand (Toyota)   | -                               | Toyota            |
| 2011 | Massimo Liverani (FIAT)   | Juanan Delgado (Toyota)         | Toyota            |
| 2012 | Massimo Liverani (Abarth) | Emanuele Calchetti (Alfa Romeo) | FIAT              |
| 2013 | Massimo Liverani (Abarth) | Fulvio Ciervo (Abarth)          | Abarth            |
| 2014 | Massimo Liverani (Abarth) | Isabelle Barciulli (Alfa Romeo) | Abarth            |
| 2015 | Artur Prusak (Toyota)     | Thierry Benchetrit (Toyota)     | Toyota            |
| 2016 | Artur Prusak (Toyota)     | Thierry Benchetrit (Toyota)     | Toyota            |

#### Veicoli puramente elettrici
| Anno | Classifica piloti   | Classifica co-piloti | Classifica marche |
| ---- | ------------------- | -------------------- | ----------------- |
| 2010 | Claudio Cicero      | -                    | Micro-Vett        |
| 2011 | Antonio Zanini Sans | Eduardo Ansotegui    | Mitsubishi        |
| 2012 | Jesús Echave        | Juanan Delgado       | Mitsubishi        |
| 2013 | James Morlaix       | Daniel Collet        | Tesla             |
| 2014 | Fuzzy Kofler        | Franco Gaioni        | Think City        |
| 2015 | Fuzzy Kofler        | Juanan Delgado       | Kia               |
| 2016 | Nicola Ventura      | Guido Guerrini       | Renault           |

### FIA E-Rally Regularity Cup (2017-2021)
| Anno | Classifica piloti | Classifica co-piloti | Classifica marche |
| ---- | ----------------- | -------------------- | ----------------- |
| 2017 | Fuzzy Kofler      | Guido Guerrini       | Tesla             |
| 2018 | Didier Malga      | Anne-Valérie Bonnel  | Renault           |
| 2019 | Fuzzy Kofler      | Franco Gaioni        | Audi              |
| 2020 | Artur Prusak      | Thierry Benchetrit   | Opel              |
| 2021 | Eneko Conde       | Loren Serrano        | Kia               |

### FIA ecoRally Cup (2022-)
| Anno | Classifica piloti | Classifica co-piloti | Classifica marche |
| ---- | ----------------- | -------------------- | ----------------- |
| 2022 | Eneko Conde       | Lukas Sergnese       | Kia               |
| 2023 | Michal Žďárský    | Jakub Nábělek        | Kia               |
| 2024 | Michal Žďárský    | Jakub Nábělek        | Kia               |
| 2025 |                   |                      |                   |